# Leo Andrić
Leo Andrić (Karlovac, 20 luglio 1994) è un pallavolista croato, opposto del Woori WON.

## Carriera

### Club
La carriera di Leo Andrić inizia nel Karlovac, club della sua città natale. Fa il suo esordio fa professionista nella stagione 2012-13, quando debutta nell'1.A Liga croata col Mladost Kaštela, dove gioca due annate e vince altrettanti scudetti. Nel campionato 2014-15 gioca per la prima volta all'estero, difendendo i colori dei greci dell'Ethnikos Alexandroupolīs, in Volley League, mentre nel campionato seguente si trasferisce in Svizzera col Lugano, impegnato in Lega Nazionale A.
Dopo aver giocato nella stagione 2016-17 nella Polska Liga Siatkówki polacca con l'Effector Kielce, nella stagione seguente approda alla Sir Safety Perugia, in Superlega, vincendo la Supercoppa italiana, la Coppa Italia e lo scudetto. Nel campionato 2018-19 gioca nella Chinese Volleyball Super League col Guangdong; al termine degli impegni in Cina, nel gennaio 2019, si accasa all'Afyon, nella Efeler Ligi turca, disputando la seconda parte dell'annata, approdando invece nel campionato seguente in Corea del Sud, dove partecipa alla V-League con gli OK Rush & Cash, selezionato come seconda scelta attraverso un draft.
Nella stagione 2020-21 si accasa in Francia, dove disputa la Ligue A col Nice, mentre nella stagione successiva difende i colori dell'ASK, nella Superliga russa; tuttavia, nel mese di aprile, lascia la formazione russa per tornare in Corea del Sud, dove viene ingaggiato dal Woori WON per il finale della V-League, disputando appena due incontri. Alla conclusione degli impegni con la formazione asiatica, partecipa ai play-off di Serie A2 con il Cuneo, prima di fare ritorno nell'annata 2022-23 in V-League, selezionato nuovamente attraverso il draft dal Woori WON.

### Nazionale
Nel 2012 viene convocato nella nazionale under-20 croata.
Debutta in nazionale maggiore nel 2015, conquistando in seguito la medaglia d'oro all'European Silver League 2018, venendo premiato sia come MVP che come miglior opposto.

## Palmarès

### Club
- Campionato croato: 2

2012-13, 2013-14
- Campionato italiano: 1

2017-18
- Coppa Italia: 1

2017-18
- Supercoppa italiana: 1

2017

### Nazionale (competizioni minori)
- European Silver League 2018

### Premi individuali
- 2018 - European Silver League: MVP
- 2018 - European Silver League: Miglior opposto